# Castello di San Pio delle Camere
Il castello di San Pio delle Camere è un edificio fortificato del comune di San Pio delle Camere, in provincia dell'Aquila, posto lungo le pendici del monte Gentile, in posizione dominante sul centro abitato.

## Storia
La funzione del castello di San Pio delle Camere, posto a monte del paese, era quella di fornire riparo alla popolazione locale e al bestiame in caso di pericolo. Le sue più antiche notizie risalgono al 1173, quando è feudo della famiglia Bonagiunta di Poppleto e in seguito dei Caracciolo, sebbene sembra che il castello non sia stato utilizzato dai nobili come residenza stabile ma piuttosto a scopo difensivo. Col tempo la sua struttura venne rimaneggiata più volte, come testimonia, ad esempio, l'innalzamento, secondo la tecnica a gradoni, delle mura di cinta, avvenuto con molta probabilità nel XIV secolo, volte a racchiudere il mastio preesistente. Lo stato attuale del castello è il risultato dell'attacco apportato nel 1424 dal capitano di ventura Braccio da Montone nell'ambito della guerra dell'Aquila, così come accaduto anche ai castelli di Barisciano, Bominaco, Fossa, Ocre e Tussio.

## Architettura

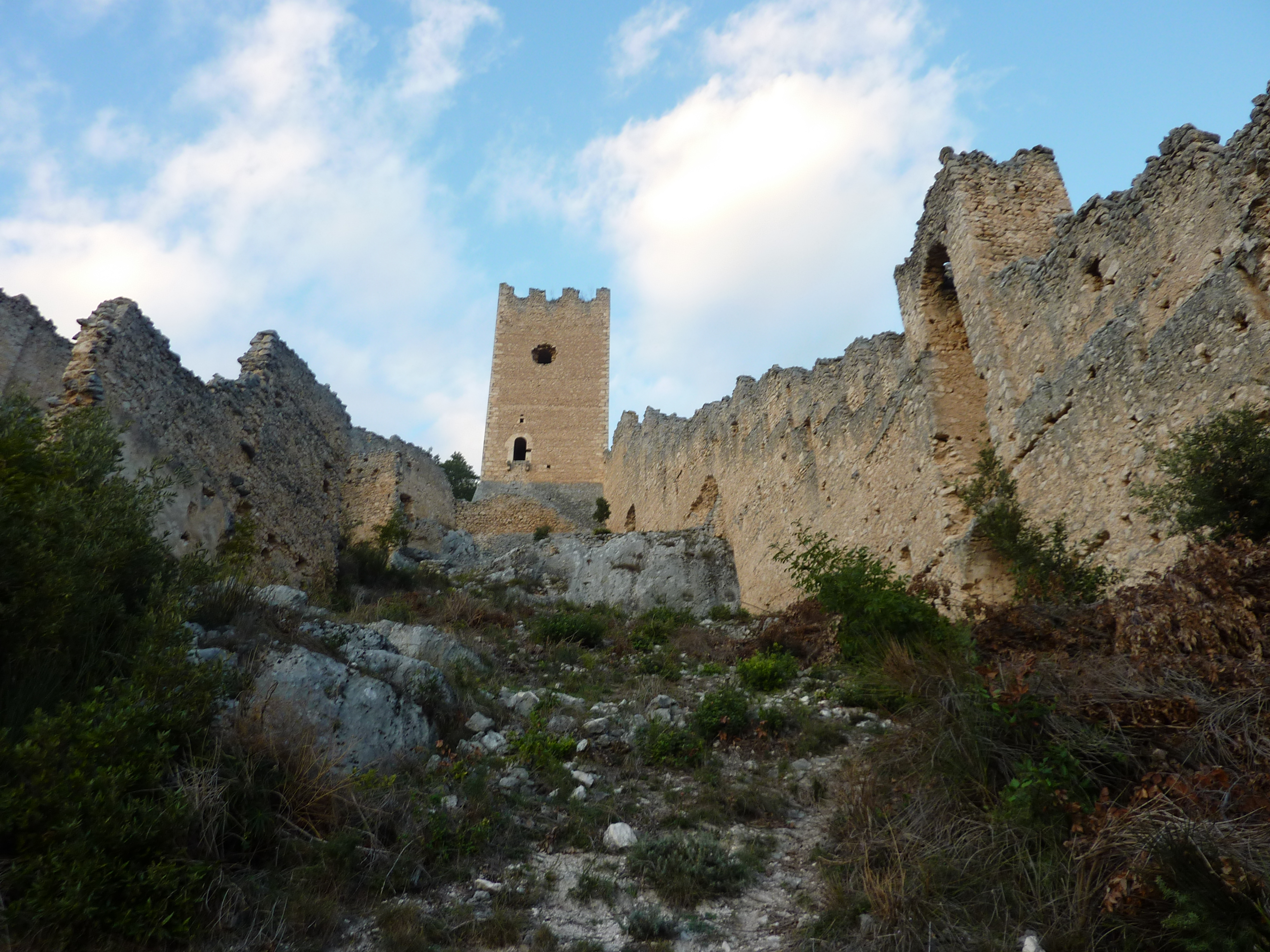
Interno del recinto

La fortificazione costituisce un chiaro esempio di castello-recinto, con la cinta muraria che si sviluppa, con la tecnica a gradoni, dal mastio, che svetta sull'abitato e sulla sottostante piana di Navelli, attraversata in passato dal tratturo Magno che collegava L'Aquila con Foggia. La torre è a puntone, ossia con pianta composta da un quadrato e un triangolo equilatero, e racchiusa dalle mura di cinta, che delimitano un'area triangolare interna. Il mastio ne occupa il vertice superiore, mentre nei lati, lungo il cammino di ronda, sono poste delle torri rompitratta più piccole.